# (8567) 1996 HW1
(8567) 1996 HW1 est un astéroïde Amor de 2,928 km de diamètre découvert en 1996.

## Description
(8567) 1996 HW1 a été découvert le 23 avril 1996 à l'observatoire de Kitt Peak, situé dans l'Arizona (États-Unis), par le projet Spacewatch de l’université de l'Arizona.

### Caractéristiques orbitales
L'orbite de cet astéroïde est caractérisée par un demi-grand axe de 2,5 UA, un périhélie de 1,13 UA, une excentricité de 0,45 et une inclinaison de 8,45° par rapport à l'écliptique. Du fait de ces caractéristiques, à savoir un périhélie compris entre 1,017 et 1,3 UA, il est classé comme astéroïde Amor, une famille d'astéroïdes géocroiseurs, s'approchant de l'orbite de la Terre.

### Caractéristiques physiques
(8567) 1996 HW1 a une magnitude absolue (H) de 15,3 et un albédo estimé à 0,041, ce qui permet de calculer un diamètre de 2,928 km. Ces résultats ont été obtenus grâce aux observations du Wide-field Infrared Survey Explorer (WISE), un télescope spatial américain mis en orbite en 2009 et observant l'ensemble du ciel dans l'infrarouge, et publiés en 2015 dans un article présentant les résultats concernant 7 956 astéroïdes.